# Adelaida G. de Díaz Ungría
 Adelaida González Almejun de Díaz Ungría (geboren 1913 in Spanien; gestorben Dezember 2003 in Caracas) war eine spanisch-venezolanische Anthropologin.

## Leben
Über das Leben von Adelaida G. de Díaz Ungría ist wenig bekannt. In Spanien gebürtig, floh sie vor der Franco-Diktatur. Die Wissenschaftlerin, die einen Doktortitel erlangt hatte, verfolgte in der Anthropologie einen naturwissenschaftlichen Ansatz und gilt als Pionierin der physischen und biologischen Anthropologie in Venezuela. Sie war Mitarbeiterin des Museo de Ciencias de Caracas und des Museo de Antropología e Historia de Maracay. Zudem war sie Mitgründerin der Escuela Venezolana de Antropología Biológica1 und Leiterin der Humanbiologischen Abteilung des Instituto de Investigaciones Económicas y Sociales der Universidad Central de Venezuela.
Ihre Forschungen umfassten die Anthropometrie venezolanischer indigener Ethnien und die Rassenkunde mit Hilfe bevölkerungsgenetischer Untersuchungen. Die früheren Thesen zu amerikanischen Bevölkerungsgruppen als gänzliches oder hauptsächliches Resultat von Migrationen hielt sie nicht mehr für akzeptabel (1966). Ihre Feldforschungen ab den 1950er Jahren führten sie u. a. im Norden Venezuelas zu den Irapa und Warao (Guarao) bis in den Süden in das Grenzgebiet zu Brasilien zu den Ye’kuana, in Venezuela als Maquiritari (Makiritare) bekannt.
Beiträge veröffentlichte sie im Boletín Indigenista Venezolano, Boletín del Museo de Ciencias Naturales, Boletín de la Comisión Nacional de Cooperación con la UNESCO, zum 36. Congreso Internacional de Americanistas, Anales de antropología oder América indígena. 2004 erschien posthum eine Sammlung ihrer Schriften unter dem Titel Un encuentro con la antropología física venezolana: Adelaida de Díaz Ungría.

## Schriften
- Expedición a la zona de Isla Ratón. Indígenas guahibo y piaroa. Universidad Central de Venezuela, Caracas 1962.
- El poblamiento indígena de Venezuela a través de la genética. Trabajo leído con motivo del X aniversario de la fundación de la Escuela de Sociología y Antropología. Universidad Central de Venezuela, Caracas 1963.
- Estudio comparativo de las características serológicas y morfológicas correspondientes a las poblaciones Guajiro, Guahibo, Guarao y Yaruro. Universidad Central de Venezuela, Caracas 1966.
- Antropología física de los indios irapa. Universidad Central de Venezuela, Caracas 1971.
- La estructura biológica de los indígenas Yukpa ante el cambio cultural. Universidad Central de Venezuela, Caracas 1976.
- Un encuentro con la antropología física venezolana: Adelaida de Díaz Ungría. Universidad Central de Venezuela, Caracas 2004. (Bibliografie: S. 328–333).

Kleinere Beiträge (Auswahl):
- Estudio de distintas tribus en Venezuela. In: Boletín de la Comisión Nacional de Cooperación con la UNESCO, Caracas, Jahrgang 1, 1965, Nr. 3, S. 13–24.
- El problema de los pigmeos en América. In: Anales de antropología, México, Band 6, 1969, S. 41–78.
- Microevolución en las poblaciones indígenas yupa. In: América indígena, México, Jahrgang 34, 1974, S. 113–134.